# Chauliodus schmidti
 Chauliodus schmidti és una espècie de peix de la família dels estòmids i de l'ordre dels estomiformes.

## Morfologia
- Els mascles poden assolir 23 cm de longitud total.[4][5]

## Depredadors
És depredat per Himantolophus paucifilosus.

## Hàbitat
És un peix marí i d'aigües profundes.

## Distribució geogràfica
Es troba des de Mauritània fins a Namíbia.